# Suzy Morel
Pour les articles homonymes, voir Morel.
Suzy Morel, née le 11 janvier 1925 à La Tronche, département de l'Isère, et morte en 2007, est une romancière française.
Elle est surtout connue pour son roman L'Enfant Cavalier, dans lequel un enfant voit l'homme qu'il sera à 50 ans, l'homme se voit enfant d'il y a 50 ans et ils se rencontrent,.

## Œuvres
- 1957 : Ce matin-là
- 1959 : Un heureux événement
- 1962 : Mon enfant ma sœur
- 1965 : L'Instant heureux
- 1968 : Célébration de la neige
- 1975 : Une certaine victoire
- 1977 : L'Enfant cavalier
- 1979 : L'Éblouie
- 1981 : Les Pas d'Orphée

Prix Alice-Louis-Barthou de l’Académie française en 1982
- 1984 : La Marie Concorde
- 1985 : Le Chemin du loup

Prix Anaïs-Ségalas de l’Académie française en 1986
- 1985 : Elena, nouvelle, dans L'œil de la lune, Centre de création littéraire collection
- 1989 : L'Office des ténèbres